# Стефан Вербовцій
Стефан Вербовцій (Стефан з Вербівця; Стефан Вербоці / Вербочі; лат. Stephanus de Werbőcz/Werboecius, угор. Werbőczy István; 1458 — 13 жовтня 1541, Буда) — угорський правник та дипломат, великий землевласник. Походить із села Вербовець (тепер Виноградівського району, Закарпатської області).

## Життєпис
Вивчав право в Краківському університеті, а також, ймовірно, в Істрополітанській академії в Пресбурзі (тепер Братислава).
При дворі угорських королів займав низку посад, від реєстратора королівських законів (1482) до палатина (верховного судді) королівства (1525—1526). Добивався надання дрібній та середній шляхті рівних політичних прав з великими магнатами. Брав активну участь в розробці законів про закріпачення селянства (1494 р.) та в придушенні повстання під керівництвом Дєрдя Дожі в українських землях Закарпаття.
Після турецько-угорської битви під Могачем (29 серпня 1526) та встановлення османської окупації підтримував протурецьку політику Яноша І Запольяї та був призначений канцлером. Після взяття Буди (Будапешту) турками в 1541 р. султаном Сулейманом І був призначений головним суддею.
Був отруєний султанським намісником (пашею) Буди.
Автор Трипартитуму («Tripartitum opus iuris consuetudinarii regni Hungariae», 1514 р.), збірника норм угорського середньовічного звичаєвого права, куди увійшов, за версією Енциклопедії Українознавства (Мюнхен, 1955. — Т. 1. — С. 230), і ряд інститутів українського звичаєвого права Закарпаття.